# Maxence Caron
Pour les articles homonymes, voir Caron.
Maxence Caron, né en 1976 à Marseille, est un écrivain, philosophe et éditeur français.

## Biographie
Agrégé de philosophie en 1999 et docteur en philosophie en 2003, il effectue l'essentiel de sa carrière dans l'édition, d'abord au Cerf où il dirigea la collection « Les Cahiers d'histoire de la philosophie ».
Il a reçu le prix Biguet de l'Académie française en 2006 pour Heidegger — Pensée de l'être et origine de la subjectivité. À 36 ans, il pose sa candidature à l'Académie française le 21 février 2013, au fauteuil de Jean Dutourd, mais il ne recueille de suffrage à aucun des trois tours organisés.

## Publications

### Ouvrages
- Lire Hegel, Paris, Ellipses, coll. « Philo-sup », 2000, 94 p. (ISBN 978-2-7298-0012-3, BNF 37109268).
- Saint Augustin : La Trinité, Paris, Ellipses, coll. « Philo-textes », 2004, 94 p. (ISBN 978-2-7298-2110-4, BNF 39230883).
- Heidegger, pensée de l'être et origine de la subjectivité (préf. Jean-François Marquet), Paris, Éditions du Cerf, coll. « La Nuit surveillée », 2005, 1753 p. (ISBN 978-2-204-07732-3, BNF 39947137) ; rééd. Les Belles Lettres, Paris, 1770 p., 2025  (ISBN 978-2251455907)Version remaniée d'une thèse de doctorat en philosophie, soutenue en 2003 devant l'université Paris I, sous le titre « Heidegger et l'origine de la subjectivité ».
- Introduction à Heidegger, Paris, Ellipses, coll. « Philo-sup », 2005, 94 p. (ISBN 978-2-7298-2420-4, BNF 40005548).
- Être et identité : méditation sur la logique de Hegel et sur son essence (préf. Bernard Mabille), Paris, Éditions du Cerf, coll. « Passages », 2006, 365 p. (ISBN 978-2-204-08024-8, BNF 40122270).
- La vérité captive de la philosophie : système nouveau de la philosophie et de son histoire passée, présente et à venir, Paris, Éditions du Cerf, 2009, 1119 p. (ISBN 978-2-204-09003-2, BNF 42085426)Coédition : Fribourg, Ad Solem,  (ISBN 978-2-940402-52-6). [présentation en ligne][4].
- Pages : le sens, la musique et les mots, Biarritz, Séguier, 2009, 427 p. (ISBN 978-2-84049-589-5, BNF 42121749).
- Microcéphalopolis : roman, Versailles, Via Romana, 2009, 48 p. (ISBN 978-2-916727-43-1, BNF 41421695)[présentation en ligne]
- La Pensée catholique de Jean-Sébastien Bach : la “Messe en si”, Versailles, Via Romana, 2010, 273 p. (ISBN 978-2-916727-68-4, BNF 42157058).
- Le Chant du veilleur : poëme symphonique, Versailles, Via Romana, coll. « Via Cantica » (no 1), 25 novembre 2010, 264 p. (ISBN 978-2-916727-87-5, BNF 42328536)Le titre de l'ouvrage recourt à la typographie « poëme », ordinairement remplacée, au moins depuis le XXe siècle, par la graphie « poème ».
- Philippe Muray, la femme et Dieu : essai sur la modernité réactionnaire (postface Chantal Delsol), Perpignan, Artège, 10 octobre 2011, 155 p. (ISBN 978-2-36040-044-7, BNF 42548159)
- L'Insolent, Paris, Éditions Nil, coll. « Les Affranchis », 16 février 2012, 602 p. (ISBN 978-2-84111-567-9).
- Journal inexorable, Versailles, Via Romana, coll. « L'absolu », 30 octobre 2012, 780 p. (ISBN 979-10-90029-30-9).
- Improvisation sur Heidegger, Paris, Éditions du Cerf, coll. « Passages », 23 novembre 2012, 224 p. (ISBN 978-2-204-09780-2).
- Bréviaire de l'Agnostique : paradoxes, aphorismes, poèmes (préf. Alfred Eibel), Paris, Éd. Pierre-Guillaume de Roux, juin 2013, 154 p. (ISBN 978-2-36371-064-2, BNF 43826825)
- Le Contrepoint de Hegel, Paris, Vrin, coll. « Problèmes & Controverses », février 2014, 176 p. (ISBN 978-2-7116-2538-3, BNF 43774570).
- La Satire Foutre, Paris, Les Belles Lettres, coll. « Tibi », 14 mars 2014, 160 p. (ISBN 978-2-251-69003-2, BNF 43778212).
- Portrait de l'Artiste en Glenn Gould : Tractatus de Musica (postface Romain Debluë), Paris, Ed. Pierre-Guillaume de Roux, 20 mai 2014, 213 p. (ISBN 978-2-36371-094-9, BNF 43885990)
- De l'Art comme Résistance à l'Implication Politique : [situation et principe de l'art], Paris, Editions Séguier, février 2015, 624 p. (ISBN 978-2-84049-688-5).
- La Transcendance offusquée (De la philosophie, II), Paris, Les Belles Lettres, 2018.
- Fastes : De la littérature après la fin du temps, suivi de Manifeste du maxencéisme, Paris, Les Belles Lettres, coll. « Essais », 11 janvier 2019, 640 p. (ISBN 978-2-251-44888-6).
- Le Verbe proscrit : de la philosophie, Paris, Les Belles Lettres, coll. « Essais », 4 novembre 2022, 1344 p. (ISBN 9782251453620).
- Traité fondamental de la seule Philosophie, Paris, Les Belles Lettres, coll. « Essais », 7 avril 2023, 1088 p. (ISBN 978-2251454160).
- La vérité captive : de la philosophie, Paris, Les Belles Lettres, coll. « Essais », 7 avril 2023, 624 p. (ISBN 978-2251454153).
- Bloc-notes du mystique à l'état sauvage, Paris, Les Belles Lettres, coll. « Essais », 12 janvier 2024, 456 p. (ISBN 978-2251455174).
- Le Chant cathédral : Poëme épique et perpétuel (Chants 1 à 40), Paris, Les Belles Lettres, 6 juin 2025, 1120 p. (ISBN 978-2251457086).

### Direction d'ouvrages
- (dir.), Heidegger, avec les contributions de Jocelyn Benoist, Jean-Luc Marion, Jean-François Marquet (et al.), Paris, Éditions du Cerf, « Les Cahiers d'Histoire de la Philosophie », 2006  (ISBN 2-204-08029-2).
- (dir.), Hegel avec les contributions de Bernard Bourgeois, Marcel Conche (et al.), Paris, Éditions du Cerf, « Les Cahiers d'Histoire de la Philosophie », 2007  (ISBN 978-2-204-08057-6).
- (dir.), Saint Augustin, avec les contributions de Jean-Louis Chrétien (et al.), ainsi que deux textes inédits en français de Benoît XVI / Joseph Ratzinger, Paris, Éditions du Cerf, « Les Cahiers d'Histoires de la Philosophie », 2009  (ISBN 978-2-204-08058-3).
- (codir.), Philippe Muray, avec les contributions de Jean Clair, Benoît Duteurtre, Fabrice Luchini (et al.), Paris, Éditions du Cerf, « Les Cahiers d'Histoires de la Philosophie », 2011  (ISBN 978-2-204-09536-5).
- (dir.), Saint-Augustin, Sermons sur l'Écriture, Paris, Bouquins, 1568 p., 2014  (ISBN 978-2221138182).
- (dir.), Rivarol, Chamfort, Vauvenargues, L'Art de l'insolence, préf. Chantal Delsol, Paris, Bouquins, 1536 p., 2016  (ISBN 978-2221144992).
- (dir.), Prince de Ligne, Mes Écarts ou Ma Tête en liberté, Paris, Les Belles Lettres, coll. "Classiques favoris", 368 p., 2016  (ISBN 978-2251446226).
- (dir.), Léon Bloy, Essais et pamphlets, préf. Augustin Laffay o.p., Paris, Bouquins, 1600 p., 2017  (ISBN 978-2221193303).

### Contributions, articles
- « Passion du Fils et impassibilité du Père : la solution de Hegel et ses limites », in Revue des Sciences philosophiques et théologiques, Tome 89, no 3, Vrin, 2005.
- « Le Principe chez saint Augustin », in Bernard Mabille (dir.), Le Principe, Vrin, 2006.
- Préface de Ravaisson, Essai sur la Métaphysique d'Aristote, Éd. du Cerf, 2007.
- « Sur la question du corps dans la pensée de Heidegger - De Sein und Zeit aux Séminaires de Zollikon », in Archives de Philosophie, Tome 71, 2008.
- « La lecture heideggerienne de Kant », in Jean-Marie Vaysse (dir.), Kant, Éd. du Cerf, 2008.
- Préface de Saint Augustin, La vraie religion, Via Romana, 2010.
- « Chant de l'âme dans le Corps mystique » (poème), in La confiance, POESIEDirecte, no 17, 2010.
- « Hymne au Nom du Seigneur » (poème), in Le Nom, POESIEDirecte, no 18, 2011.
- « Regard dans l'avivement futur » (poème), in Jacques de Guillebon (dir.) L'homme a-t-il besoin du Christ?, Via Romana, 2011.
- « La pensée catholique de J.-S. Bach », in revue L'Infini, no 115, Gallimard, 2011.
- « Âme, musique et apocalypse chez Céline », in revue L'Infini, no 121, Gallimard, 2012.
- « Le désir d'avenir, c'est maintenant ! », in L'Atelier du Roman, no 73, Flammarion, 2013.
- « Verbe et vie de saint Augustin », préface de saint Augustin (trad. du latin), Sermons sur l'Ecriture, Paris, Robert Laffont, coll. « Bouquins », 2014, 1490 p. (ISBN 978-2-221-13818-2, BNF 43809958), p. I à LIX.
- « Muray chez sosialistes et rathées », in La Revue littéraire, no 57, éd. Léo Scheer, avril-mai 2015.